# Gianluca Lasaracina
Gianluca Lasaracina (Roma, 12 maggio 1992) è un regista, sceneggiatore e produttore cinematografico italiano.
Fondatore e presidente della Lightless, casa di produzione cinematografica specializzata in film horror. Ha vinto nel 2015 il premio Video Talent Vodafone Amici per il videoclip Sei di mattina di Briga. Nel 2014 il suo cortometraggio Utility Fog viene iscritto in concorso al David di Donatello, ma non rientra in cinquina.

## Biografia
Studia nel 2012 presso l'Accademia di sceneggiatura di Stefano Jurgens dove stringe amicizia con il noto sceneggiatore Alessandro Zambrini. Si laurea al DAMS presso l'Università degli Studi di Roma Tre, scrivendo il progetto di tesi con il docente e regista Vito Zagarrio. Il primo lavoro è il cortometraggio Utility Fog. Regista del videoclip Sei di mattina di Briga, vincitore del Video Talent Vodafone Amici nel programma Amici di Maria De Filippi edizione nel 2015. Nel 2015 studia a New York alla New York Film Academy. Lo stesso anno gira Eyes che entra nei 10 cortometraggi migliori dell'anno della FICE (Federazione Italiana Corti d'Essai). Nel Giugno 2016 viene premiato presso il Teatro Olimpico di Roma, da Rai Cinema Channel durante il Festival Tulipani di Seta Nera per il cortometraggio Il fanatico.
Nel 2023 fonda la casa di produzione cinematografica Lightless e nell'estate del 2024 scrive, dirige e produce il suo primo lungometraggio, Watchful Eyes con protagonista Lorenzo Gioielli, ancora non distribuito.

## Filmografia

### Regista
- Utility Fog - cortometraggio (2014)
- Il fanatico - cortometraggio (2014)
- Eyes - cortometraggio (2015)

## Videografia
- Sei di mattina, di Briga (2015)

## Riconoscimenti
- Amici di Maria De Filippi
  - 2015 - Miglior videoclip per Sei di mattina
- Federazione Italiana Corti d'Essai
  - 2015 - Miglior cortometraggio per Eyes
- Premio Rai Cinema Channel 
  - 2016 - Miglior cortometraggio per Il fanatico